# Hans von Benda
Pour les articles homonymes, voir Benda.
Ne doit pas être confondu avec Hans Benda.
Hans Robert Gustav von Benda (Strasbourg, appartenant alors à l'Allemagne, 22 novembre 1888-Berlin, 13 août 1972) est un chef d'orchestre allemand.

## Biographie
Descendant direct du compositeur du XVIIIe siècle Franz Benda, la carrière musicale de Hans von Benda a coïncidé avec celle d'autres maîtres allemands extraordinaires, tels que Wilhelm Furtwängler, Otto Klemperer ou Hans Knappertsbusch.
En 1905, il entre à l'école des cadets de l'armée prussienne à Berlin, où il fonde un orchestre avec ses compagnons. Après avoir obtenu son diplôme en 1910, il étudie le violon au Conservatoire Stern de Berlin. Il a également étudié la musicologie avec Hermann Kretzschmar (en) et Max Friedländer à l'Université Friedrich-Wilhelm, et plus tard avec Theodor Kroyer (en) et Adolf Sandberger (en) à l'Université de Munich.
Il a d'abord fait son service comme officier et a pris part à la Première Guerre mondiale. À partir de 1918, il a travaillé dans les affaires. De 1926 à 1933, il dirige le département des concerts de la radio Funk-Stunde Berlin (de), où il fait connaître les compositeurs contemporains. 
En 1932, il fonde l'Orchestre de chambre de Berlin, qui devient très connu deux ans plus tard et avec lequel il effectuera, à partir de 1936, vingt-cinq voyages à l'étranger dont quatre tours du monde. Avec cet orchestre, il donne plusieurs concerts en Espagne (Barcelone, Madrid, Burgos ...) à partir de 1941. C'était une formation composée de solistes individuellement remarquables par leur virtuosité, leur timbre et leur jeu, et elle se distinguait également par son travail d'ensemble parfait, dont l'artisan était Vittorio Brero, premier violon soliste de l'orchestre et responsable des répétitions partielles.
Entre 1935 et 1939, Hans von Benda est nommé directeur artistique de l'Orchestre philharmonique de Berlin, dont Wilhelm Furtwängler est directeur musical. En 1939, il doit abandonner ce poste à cause d'un différend sur Herbert von Karajan.
En contradiction avec son ouverture vers la musique contemporaine, Benda a adhéré à la Ligue militante pour la culture allemande. Contrairement à Furtwängler et Knappertsbusch (ou Klemperer, qui avaient fui l'Allemagne peu après l'accession au pouvoir d'Hitler), Benda a rejoint le parti nazi, peut-être par crainte que le régime ne considère sa lignée tchèque comme insuffisamment aryenne.
En 1937, il est nommé directeur général de la musique par Hitler.
Cette carte de parti a entraîné une certaine méfiance à son égard à l'étranger après la Seconde Guerre mondiale. Benda a témoigné lors du procès de dénazification de Furtwängler, confirmant que Furtwängler avait protégé les Juifs de la persécution officielle.
La défaite nazie a signifié la dissolution temporaire de l'orchestre de chambre de Berlin. Pendant ce temps, Von Benda a dirigé l'Orchestre de Valence (de 1948 à 1952), une fois le contrat avec le maître barcelonais Joan Lamote de Grignon terminé, un an avant la mort de ce dernier. En 1954, il réorganise l'Orchestre de chambre de Berlin qui, un an plus tard, apparaît publiquement avec des caractéristiques similaires à celles du premier ensemble. Avec cet orchestre, il s'est produit, à partir de 1953, en France, de nouveau en Espagne, Italie, Grèce, Amérique du Sud (où il a fait six voyages), Cuba et Mexique. En 1958, il a fait le tour du monde pour la troisième fois et en 1960 pour la quatrième fois. Il s'est produit au Moyen-Orient et en Indonésie, et en 1961 il a visité l'Australie, la Nouvelle-Zélande et le Japon.
De 1954 à 1958, Hans von Benda a également dirigé le département de musique du Sender Freies Berlin.
Il est enterré dans la tombe familiale des Benda au cimetière de Berlin-Rudow.

## Discographie
À partir de 1933, de nombreux enregistrements ont été faits, d'abord pour Electrola (en) (Hans von Benda mit seinem Kammer-Orchester), plus tard pour les disques de Telefunken (avec l'Orchestre philharmonique de Berlin) et pour Deutsche Grammophon. En 1968, il a dirigé à Prague l'enregistrement de l'opéra comique Der Dorfjahrmakt de Georg Anton Benda.

## Vie personnelle
Benda se maria trois fois 
- Maria Seeberg, avec qui il a eu trois enfants (Maria, Margarethe et Franz)
- la violoniste finlandaise Karin Rossander, avec qui il a eu une fille (Sophia)
- Annelies Dankworth.

## Distinctions
- En 1958, Benda a reçu la Grande Croix du Mérite de la République fédérale d'Allemagne.
- En Espagne il a reçu l'Ordre d'Alphonse X le Sage.